# Гизимчук, Пётр Петрович
Пётр Петрович Гизимчук (узб. Pyotr Petrovich Gizimchuk; 19 июля 1967 года, Гулистан, Сырдарьинская область, Узбекская ССР, СССР) — советский, затем узбекистанский футболист, вратарь. Ныне осуществляет тренерскую деятельность. Тренер вратарей клуба «Локомотив» Ташкент и национальной сборной Узбекистана.

## Биография
Окончил Гулистанский педагогический институт. Профессиональную карьеру начал в 1984 году в составе клуба «Янгиер». В основном выступал за футбольные клубы Узбекской ССР, позднее за футбольные клубы Узбекистана. В 1991 году некоторое время играл за армавирское «Торпедо». Лучшие годы своей карьеры провёл в составе каршинского «Насафа». Завершил карьеру футболиста в 2005 году в составе самаркандского «Динамо».
В 2006 году начал тренерскую деятельность. В том году проработал тренером вратарей в национальной и олимпийской сборных Узбекистана. В 2006—2007 года работал в аналогичной должности в ташкентском «Локомотиве». В 2008 году работал в тренерском штабе клуба «Алмалык». В 2009 году снова работал тренером вратарей в сборной Узбекистана.
В настоящее время тренер вратарей «Локомотива» Ташкент и национальной сборной Узбекистана.